# Dominis de Suècia

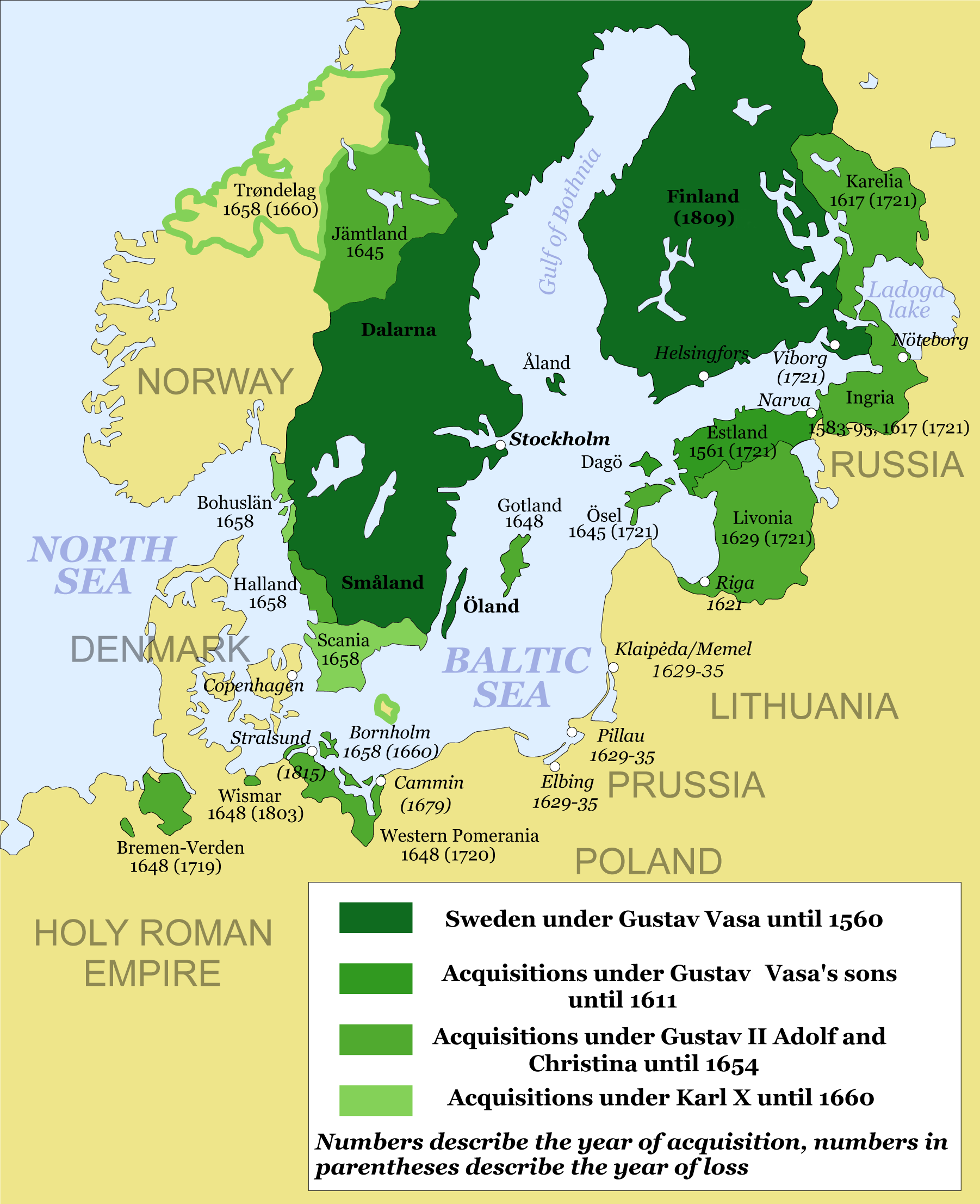
L'Imperi Suec després del Tractat de Roskilde de

Els Dominis de Suècia o Svenska besittningar eren territoris que, històricament, varen estar sota el control de la corona sueva, però mai foren totalment integrats a Suècia. Això, va significar que generalment foren dirigits per Governadors Generals sota la monarquia sueca, però dintre d'uns límits, conservaren el seu propi sistema polític, essencialment la seva dieta. Finlàndia mai fou un domini, però fou una part integrada a Suècia. Els dominis no tenien representació al Riksdag com s'establí en l'Instrument de Govern (1634) paràgraf 46:"Ningú, que no viu dins de les separacions i velles fronteres de Suècia i Finlàndia, tenen quelcom a dir al Riksdags i altres reunions ..."

## Dominis Bàltics
Entre 1561 i 1629 Suècia va fer conquestes al Bàltic oriental. Tots ells es van perdre conforme el Tractat de Nystad el 1721, que s'esdevingué a la conclusió de la Gran Guerra del Nord.

### Estònia
Estònia es va col·locar sota govern suec, el 1561, per rebre protecció contra  Rússia i Polònia. En l'àmbit territorial es correspon amb la part nord de l'actual Estònia.

### Kexholm
Kexholm era una part escassament poblada de Carèlia a les costes occidental i septentrional del Llac Làdoga, annexionada per Suècia el 1605. En aquell moment, la majoria d'habitants eren cristians ortodoxos de llengua finlandesa. Durant el segle xvii, la persecució luterana del cristianisme ortodox i l'arribada de finlandesos luterana de la veïna província de Savonia convertí la major part de la zona a la fe luterana. La llei sueca i l'estructura sueca de l'administració local es van implantar a la zona, que no sembla haver tingut una tradició jurídica prèvia i per escrit. Avui en dia la província està dividida entre les regions de Finlàndia de Carèlia Septentrional, i de la República de Carèlia dins la Federació de Rússia.

### Íngria
Rússia va cedir Íngria i el sud de Carèlia de Suècia en el Tractat de Stolbovo el 1617, després de la Guerra d'Íngria. Un segle més tard Rússia reconquerí la zona, proporcionant una oportunitat perquè  Pere el Gran establís les bases de la seva nova capital, Sant Petersburg, el 1703. La zona fou cedida formalment cedit el 1721, en virtut del Tractat de Nystad.

### Riga
La ciutat Hanseàtica de Riga va caure sota el control de Suècia a la dècada de 1620. Durant aquest segle fou la segona ciutat més gran, del Regne de Suècia, després d'Estocolm.

### Livònia
Livònia va ser conquerida a la Confederació de Polònia i Lituània, el 1629, durant la Guerra Poloneso-Sueca (1625-1629). En el Tractat d'Oliva entre la Confederació i Suècia, el 1660, després de la Gran Guerra del Nord, el rei poloneso-lituà renuncià a tots els seus drets al tron de Suècia i Livònia fou cedida formalment a Suècia. La Livònia sueca es correspon amb la part sud de l'actual Estònia i la part nord de l'actual Letònia (regió de Vidzeme).

### Ösel
En el Tractat de Brömsebro (1645), després de la Guerra de Torstenson, Dinamarca-Noruega va cedir Jämtland, Härjedalen, Idreos i Sarna, Gotland, Halland i Ösel a Suècia. Ösel i Dago, les illes de la costa d'Estònia, van ser cedides a Rússia el 1721 pel Tractat de Nystad. Els altres territoris seguiren sent part de Suècia.

## Domini escandinau
Pels tractats de pau de Brömsebro i de Roskilde (1658) el Regne de Suècia s'amplià cap al sud. Blekinge, Bohuslän, Halland i Escània, va ser cedida per Dinamarca en el darrer i després va defensada amb èxit durant la Guerra d'Escània (1674 - 1679). D'acord amb els Tractats de Pau les províncies conservaren les seves velles lleis i privilegis, i es varen administrar inicialment com a dominis. Un procés gradual d'incorporació es va concloure amb èxit el 1721.

## Dominis Continentals
A través dels seus principats alemanys, els reis de Suècia en el seu paper de prínceps i ducs, o  Reichsfürsten, del Sacre Imperi Romanogermànic varen participar en les  dietes de l'imperi, des de 1648 fins a la dissolució de l'imperi el 1806.

### Bremen i Verden
El 1648 Suècia va rebre els dos bisbats de Bremen-Verden a la Pau de Westfàlia, després de la Guerra dels Trenta Anys. La ciutat de Wildeshausen, que estava situada com un enclavament també li fou cedida. Tots ells van ser cedits a Hannover en el tractat de pau de 1719.

### Pomerània
Per la Pau de Westfàlia el 1648 Suècia va rebre la Pomerània sueca, situada a la costa alemanya del Mar Bàltic costa. El conjunt del Ducat de Pomerània estava sota control suec ja des del Tractat de Stettin (1630), i en el Tractat de Stettin (1653) Suècia i Brandenburg d'acord amb les condicions de la partició del ducat, Suècia de mantingué la part occidental (Pomerània Occidental, Vorpommern), incloent Stettin. El 1720 el sud de la Pomerània sueca, amb la ciutat de Stettin i les illes d'Usedom i Wollin van ser cedides al Regne de Prússia, després de la Gran Guerra del Nord. La capital va ser traslladada a Greifswald. El 1814 la resta, amb la ciutat de Stralsund i l'illa de Rügen va ser cedida a Dinamarca, que a canvi va cedir Noruega al rei de Suècia en virtut del Tractat de Kiel, que va seguir la Segona Guerra contra Napoleó. Però, mai el tractat de Kiel va entrar en vigor: per contra la Pomerània Occidental passà al Regne de Prússia, que ja tenia la parts oriental i les fusionà en la Província de Pomerània. Noruega va declarar la seva independència, però es va veure obligada, després d'una breu guerra, a la  Unió amb Suècia.

### Wismar
Suècia va rebre la ciutat alemanya de Wismar i la seva comarca en la Pau de Westfàlia (1648). El 1803 va empenyorar Wismar, a canvi d'un préstec, i el seu control va ser lliurat a Mecklenburg. El retorn del préstec vencé el 1903, però Suècia va rescindir el seu dret a recuperar el control de l'enclavament alemany i, per tant, nominalment va rebre la seva constitució territorial actual.